# Mistrzostwa Świata w Strzelectwie 1958
Mistrzostwa Świata w Strzelectwie 1958 – 37. edycja mistrzostw świata w strzelectwie. Odbyły się one w radzieckiej Moskwie.
Rozegrano łącznie 39 konkurencji, w tym trzy wyłącznie dla kobiet i trzy dla juniorów. Indywidualnie najwięcej medali zdobył Mojsiej Itkis ze Związku Radzieckiego (9). W klasyfikacji medalowej zdecydowanie zwyciężyła reprezentacja gospodarzy. Polacy na podium tych mistrzostw nie stawali.
Pierwsze medale mistrzostw świata zdobyły: Bułgaria, Wenezuela i Korea Północna.

## Klasyfikacja medalowa
Gospodarze mistrzostw
| Pozycja | Kraj              | Złoto | Srebro | Brąz | Łącznie |
| ------- | ----------------- | ----- | ------ | ---- | ------- |
| 1       | ZSRR              | 25    | 12     | 4    | 41      |
| 2       | Stany Zjednoczone | 5     | 7      | 9    | 21      |
| 3       | Finlandia         | 3     | 4      | 4    | 11      |
| 4       | Rumunia           | 2     | 2      | 4    | 8       |
| 5       | Wielka Brytania   | 2     | 0      | 2    | 4       |
| 6       | Czechosłowacja    | 1     | 3      | 3    | 7       |
| 7       | RFN               | 1     | 2      | 1    | 4       |
| 8       | Węgry             | 0     | 2      | 4    | 6       |
| 9       | Jugosławia        | 0     | 2      | 2    | 4       |
| 10      | Włochy            | 0     | 2      | 1    | 3       |
| 11      | Szwecja           | 0     | 1      | 2    | 3       |
| 12      | Wenezuela         | 0     | 1      | 1    | 2       |
| 13      | Bułgaria          | 0     | 1      | 0    | 1       |
| 14      | Belgia            | 0     | 0      | 1    | 1       |
| 14      | Korea Północna    | 0     | 0      | 1    | 1       |

## Wyniki

### Mężczyźni
| Konkurencja                                                     | Złoto                                                                                 | Wynik                    | Srebro                                                                                                   | Wynik                    | Brąz                                                                                         | Wynik     |
| Strzelanie z karabinu                                           |                                                                                       |                          | |                          |                                                                                              |           |
| Karabin małokalibrowy leżąc, 50 i 100 m (lub jardów)            | Jussi Nordqvist                                                                       | 593 pkt.                 | Weliczko Weliczkow                                                                                       | 590 pkt.                 | David Parish                                                                                 | 588 pkt.  |
| Karabin małokalibrowy leżąc, 50 i 100 m (lub jardów), drużynowo | ZSRR Władimir Łukianczuk Marat Nijazow Boris Pierebierin Enn Rusi                     | 2333 pkt.                | Finlandia Pauli Janhonen Jussi Nordqvist Jorma Taitto Vilho Ylönen                                       | 2326 pkt.                | Wielka Brytania Steffen Cranmer James Fardon Nigel Oakley David Parish                       | 2326 pkt. |
| Karabin małokalibrowy, trzy postawy, 50 m                       | Wiktor Szamburkin                                                                     | 1148 pkt.                | Marat Nijazow                                                                                            | 1147 pkt.                | Mojsiej Itkis                                                                                | 1147 pkt. |
| Karabin małokalibrowy, trzy postawy, 50 m, drużynowo            | ZSRR Wasilij Borisow Mojsiej Itkis Jurij Kudriaszow Marat Nijazow Wiktor Szamburkin   | 5715 pkt.                | RFN Hans Harbeck Peter Kohnke Bernd Klingner Helmut Schlenker Rudolf Sigl                                | 5632 pkt.                | Stany Zjednoczone James Carter John Herr Daniel Puckel Gordon Taras Verle Wright             | 5624 pkt. |
| Karabin małokalibrowy leżąc, 50 m                               | Nigel Oakley                                                                          | 396 pkt.                 | Władimir Łukianczuk                                                                                      | 395 pkt.                 | Gordon Taras                                                                                 | 394 pkt.  |
| Karabin małokalibrowy leżąc, 50 m, drużynowo                    | Wielka Brytania Steffen Cranmer James Fardon Nigel Oakley David Parish John Powell    | 1959 pkt.                | Rumunia Constantin Antonescu Nicolae Dumitrescu Petre Șandor Iosif Sîrbu Dinu Vidrașcu                   | 1959 pkt.                | ZSRR Wasilij Borisow Mojsiej Itkis Władimir Łukianczuk Marat Nijazow Wiktor Szamburkin       | 1953 pkt. |
| Karabin małokalibrowy klęcząc, 50 m                             | Vilho Ylönen                                                                          | 391 pkt.                 | Marat Nijazow                                                                                            | 390 pkt.                 | Jacques Lafortune                                                                            | 389 pkt.  |
| Karabin małokalibrowy klęcząc, 50 m, drużynowo                  | ZSRR Wasilij Borisow Mojsiej Itkis Jurij Kudriaszow Marat Nijazow Boris Pierebierin   | 1922 pkt.                | Stany Zjednoczone James Carter John Herr Daniel Puckel Gordon Taras Verle Wright                         | 1908 pkt.                | Czechosłowacja Ladislav Červený Otakar Hořínek Karel Perman Jaroslav Sulovský Josef Sulovský | 1900 pkt. |
| Karabin małokalibrowy stojąc, 50 m                              | Mojsiej Itkis                                                                         | 374 pkt.                 | Wiktor Szamburkin                                                                                        | 373 pkt.                 | Verle Wright                                                                                 | 370 pkt.  |
| Karabin małokalibrowy stojąc, 50 m, drużynowo                   | ZSRR Wasilij Borisow Mojsiej Itkis Jurij Kudriaszow Marat Nijazow Wiktor Szamburkin   | 1835 pkt.                | Węgry Imre Ágoston Ambrus Balogh János Dosztály János Holup Sándor Krebs                                 | 1798 pkt.                | Finlandia Pauli Janhonen Esa Kervinen Jussi Nordqvist Jorma Taitto Vilho Ylönen              | 1792 pkt. |
| Karabin dowolny, trzy postawy, 300 m                            | Vilho Ylönen                                                                          | 1136 pkt.                | Daniel Puckel                                                                                            | 1132 pkt.                | Esa Kervinen                                                                                 | 1129 pkt. |
| Karabin dowolny, trzy postawy, 300 m, drużynowo                 | ZSRR Piotr Awiłow Wasilij Borisow Mojsiej Itkis Władisław Kriszniewski Marat Nijazow  | 5575 pkt.                | Finlandia Pauli Janhonen Esa Kervinen Jussi Nordqvist Jorma Taitto Vilho Ylönen                          | 5554 pkt.                | Węgry Imre Ágoston Ambrus Balogh János Dosztály János Holup Sándor Krebs                     | 5533 pkt. |
| Karabin dowolny leżąc, 300 m                                    | Verle Wright                                                                          | 389 pkt.                 | Vilho Ylönen                                                                                             | 389 pkt.                 | Daniel Puckel                                                                                | 389 pkt.  |
| Karabin dowolny klęcząc, 300 m                                  | Verle Wright                                                                          | 385 pkt.                 | Daniel Puckel                                                                                            | 384 pkt.                 | Esa Kervinen                                                                                 | 382 pkt.  |
| Karabin dowolny stojąc, 300 m                                   | Constantin Antonescu                                                                  | 367 pkt.                 | Vilho Ylönen                                                                                             | 365 pkt.                 | Hans Harbeck                                                                                 | 363 pkt.  |
| Karabin standardowy, trzy postawy, 300 m                        | Anatolij Tilik                                                                        | 555 pkt.                 | Mojsiej Itkis                                                                                            | 552 pkt.                 | Boris Pierebierin                                                                            | 547 pkt.  |
| Karabin standardowy, trzy postawy, 300 m, drużynowo             | ZSRR Mojsiej Itkis Josif Miejtin Boris Pierebierin Wiktor Szamburkin Anatolij Tilik   | 2737 pkt.                | Jugosławia Vladimir Grozdanović Krešimir Anić Dragoljub Milenković Miroslav Stojanović Miodrag Zivanović | 2641 pkt.                | Finlandia Pauli Janhonen Esa Kervinen Kalevi Parkkari Jorma Taitto Vilho Ylönen              | 2626 pkt. |
| Karabin wojskowy, 300 m, system radziecki                       | Iwan Nowożyłow                                                                        | 189 pkt.                 | Ladislav Červený                                                                                         | 186 pkt.                 | Anatolij Piechtieriew                                                                        | 181 pkt.  |
| Karabin wojskowy, 300 m, system radziecki, drużynowo            | ZSRR Iwan Nowożyłow Aleksandr Orłow Anatolij Piechtieriew Anatolij Tilik              | 723 pkt.                 | Czechosłowacja Ladislav Červený Vladimír Stibořík Ján Sivčák Jaromír Vala                                | 675 pkt.                 | Korea Północna Hong Chong-ho Kim Kyung-ho Kim Tek-meng Kim Pek-yung                          | 633 pkt.  |
| Strzelanie z pistoletu                                          |                                                                                       |                          | |                          |                                                                                              |           |
| Pistolet centralnego zapłonu, 25 m                              | William McMillan                                                                      | 586 pkt.                 | Vladimír Kudrna                                                                                          | 586 pkt.                 | Károly Takács                                                                                | 585 pkt.  |
| Pistolet centralnego zapłonu, 25 m, drużynowo                   | Czechosłowacja Karel Mucha František Maxa Vladimír Kudrna Václav Trojan               | 2326 pkt.                | ZSRR Anton Jasinski Wasilij Sorokin Machmud Umarow Lew Wajnsztejn                                        | 2320 pkt.                | Stany Zjednoczone Huelet Benner David Carter William McMillan Aubrey Smith                   | 2317 pkt. |
| Pistolet dowolny, 50 m                                          | Machmud Umarow                                                                        | 565 pkt.                 | Aleksiej Guszczyn                                                                                        | 563 pkt.                 | Nelson Lincoln                                                                               | 556 pkt.  |
| Pistolet dowolny, 50 m, drużynowo                               | ZSRR Aleksiej Guszczyn Anton Jasinski Machmud Umarow Lew Wajnsztejn Anatolij Zapolski | 2776 pkt.                | Stany Zjednoczone William Blankenship Nelson Lincoln David Miller Offutt Pinion Raymond Sutherland       | 2727 pkt.                | Czechosłowacja Jiří Hrneček Vladimír Kudrna Karel Mucha František Maxa Josef Šváb            | 2721 pkt. |
| Pistolet szybkostrzelny, 25 m                                   | Aleksandr Kropotin                                                                    | 592 pkt.                 | Aleksandr Zabielin                                                                                       | 592 pkt.                 | Ștefan Petrescu                                                                              | 589 pkt.  |
| Pistolet szybkostrzelny, 25 m, drużynowo                        | ZSRR Jewgienij Czerkasow Aleksandr Kropotin Wiktor Nasonow Aleksandr Zabielin         | 2361 pkt.                | Stany Zjednoczone Huelet Benner William McMillan David Miller Aubrey Smith                               | 2319 pkt.                | Węgry Áladar Dobsa József Gyöngörü Ferenc Kun Károly Takács                                  | 2317 pkt. |
| Strzelanie do sylwetki jelenia                                  |                                                                                       |                          | |                          |                                                                                              |           |
| Runda pojedyncza do sylwetki jelenia, 100 metrów                | Igor Nikitin                                                                          | 234 pkt.                 | Witalij Romanienko                                                                                       | 226 pkt.                 | James Davis                                                                                  | 225 pkt.  |
| Runda pojedyncza do sylwetki jelenia, 100 metrów, drużynowo     | ZSRR Ludwig Łustberg Igor Nikitin Witalij Romanienko Oleg Zakurienow                  | 900 pkt.                 | Stany Zjednoczone James Davis Joseph Deckert Harry Lucker Richard Wentworth                              | 882 pkt.                 | Szwecja Åke Bohman Rune Flodman Stig Johansson Björn Schullström                             | 854 pkt.  |
| Runda podwójna do sylwetki jelenia, 100 metrów                  | Joseph Deckert                                                                        | 223 pkt.                 | Rune Flodman                                                                                             | 221 pkt.                 | Harry Lucker                                                                                 | 219 pkt.  |
| Runda podwójna do sylwetki jelenia, 100 metrów, drużynowo       | ZSRR Ludwig Łustberg Igor Nikitin Witalij Romanienko Oleg Zakurienow                  | 856 pkt.                 | Stany Zjednoczone James Davis Joseph Deckert Harry Lucker Richard Wentworth                              | 855 pkt.                 | Szwecja Åke Bohman Rune Flodman Stig Johansson Björn Schullström                             | 849 pkt.  |
| Strzelanie do rzutków                                           |                                                                                       |                          | |                          |                                                                                              |           |
| Skeet                                                           | Arkadij Kapłun                                                                        | 196 pkt.                 | Nikołaj Durniew                                                                                          | 194 pkt.                 | Juan García                                                                                  | 194 pkt.  |
| Skeet, drużynowo                                                | ZSRR Boris Antonow Jurij Curanow Nikołaj Durniew Arkadij Kapłun                       | 382 pkt.                 | Wenezuela Juan García Ismael Cardeñas Arnaldo Rincones Carlos Plaza Márquez                              | 377 pkt.                 | Rumunia Gheorghe Enache Ion Dumitrescu Gheorghe Florescu Ștefan Popovici                     | 377 pkt.  |
| Trap                                                            | Francis Eisenlauer                                                                    | 289 pkt.                 | Galliano Rossini                                                                                         | 288 pkt.                 | Edoardo Casciano                                                                             | 288 pkt.  |
| Trap, drużynowo                                                 | ZSRR Siergiej Kalinin Jurij Nikandrow Walentin Stiepin Władimir Zimienko              | 763 pkt. (dogr. 95 pkt.) | Włochy Edoardo Casciano Allessandro Cicceri Daniele Cicceri Galliano Rossini                             | 763 pkt. (dogr. 89 pkt.) | Stany Zjednoczone Homer Clark Wyeth Everhart Francis Eisenlauer Edward Sessions              | 741 pkt.  |

### Kobiety
| Konkurencja                                                         | Złoto                                           | Wynik     | Srebro                                                  | Wynik     | Brąz                                                         | Wynik     |
| Karabin małokalibrowy leżąc, 50 i 100 m lub jardów                  | Jelena Donska                                   | 588 pkt.  | Rimma Zielenko                                          | 586 pkt.  | Iudit Moscu                                                  | 583 pkt.  |
| Karabin małokalibrowy, trzy postawy, 50 m, 3×30 strzałów            | Tamara Łomowa                                   | 851 pkt.  | Jelena Donska                                           | 841 pkt.  | Lajosné Kisgyörgy                                            | 841 pkt.  |
| Karabin małokalibrowy, trzy postawy, 50 m, drużynowo, 3×30 strzałów | ZSRR Jelena Donska Tamara Łomowa Rimma Zielenko | 2530 pkt. | Węgry Lajosné Kisgyörgy Oszkárné Kellner Istváné Veress | 2494 pkt. | Czechosłowacja Jarmila Horáčková Vera Růžičková Eliška Stará | 2486 pkt/ |

### Juniorzy
| Konkurencja                                                         | Złoto                                                  | Wynik     | Srebro                                   | Wynik     | Brąz                                                            | Wynik     |
| Karabin małokalibrowy leżąc, 50 i 100 m lub jardów                  | Marin Ferecatu                                         | 588 pkt.  | Imre Aron                                | 586 pkt.  | Miroslav Stojanović                                             | 584 pkt.  |
| Karabin małokalibrowy, trzy postawy, 50 m, 3×30 strzałów            | Peter Kohnke                                           | 849 pkt.  | Branislav Lončar                         | 848 pkt.  | Marin Ferecatu                                                  | 846 pkt.  |
| Karabin małokalibrowy, trzy postawy, 50 m, drużynowo, 3×30 strzałów | ZSRR Wiktor Awiłow Szota Kweliaszwili Andriej Jakoniuk | 2527 pkt. | RFN F. Huber Bernd Klingner Peter Kohnke | 2513 pkt. | Jugosławia Branislav Lončcar Branko Korasić Miroslav Stojanović | 2511 pkt. |